# I Don't Want You Back
I Don't Want You Back è l'album d'esordio del cantante statunitense Eamon, pubblicato negli USA il 17 febbraio 2004. Nell'album è contenuto il singolo Fuck It (I Don't Want You Back).

## Tracce
1. Intro – 0:15
2. I Love Them Ho's (Ho-wop) – 2:27
3. Somethin' Strange (feat. Rap Legend Milk Dee) – 3:04
4. On & On – 3:27
5. Fuck It (I Don't Want You Back) – 3:45
6. Get off My Dick! (feat. Rap Legend Milk Dee) – 3:42
7. Girl Act Right – 3:05
8. My Baby's Lost – 2:59
9. I Want You So Bad – 3:30
10. 4 the Rest of Your Life – 4:06
11. All Over Love – 3:16
12. Controversy – 3:54
13. Lo Rida (feat. N.O.R.E.) – 4:00
14. I'd Rather Fuck with You – 3:25
15. Finally – 4:00